# Mulligatawny
La mulligatawny è una minestra originaria dell'India a base di carne e legumi, spesso pollo, montone e lenticchie.

## Storia
Risulta che, originariamente, la mulligatawny fosse tipica dell'India meridionale e che presentasse in genere le lenticchie. La minestra divenne famosa in India a partire dalla fine del XVIII secolo.
Nel XIX secolo la mulligatawny iniziò ad apparire nei libri di cucina, ove veniva proposta in molte varianti anche parecchio diverse tra loro, con e senza carne. Dal 1784, quando apparve la prima menzione del piatto in un tomo in lingua inglese, uscirono i primi libri di autori britannici in cui viene spiegato come cucinare l'alimento, e si trattava in genere di pietanze a base di carne. Stando a una testimonianza di William Kitchiner del 1827, la mulligatawny era allora un piatto di moda nel Regno Unito:
Nel suo A New System of Domestic Cookery (1806), Maria Rundell riporta tre metodi per preparare la zuppa. 
Nei Culinary Jottings di Wyvern (pseudonimo di Arthur Robert Kenney-Herbert), editi durante la metà dell'Ottocento, è riportato che "la mulligatunny [sic.] davvero ben fatta è (...) una cosa del passato". Riporta anche la ricetta di un non meglio precisato "Mootoosamy", ovvero una semplice pietanza un tempo consumata dai più poveri di Madras lavorata al mortaio:
Alan Davidson, nel suo The Oxford Companion to Food (1999), riporta che, nella sua versione più semplice, la mulligatawny contiene pollo o montone, cipolle fritte e spezie mentre delle varianti più complesse dell'alimento possono arrivare ad avere "una ventina di ingredienti.
Il piatto è stato qualche volta menzionato nella cultura di massa.